# Lysergic Ejaculations
Lysergic Ejaculations es el segundo álbum en directo de la banda de garage rock norteamericana The Fuzztones. Grabado en la sala "Sudhaus" de Tübingen (Alemania) el 6 de diciembre de 1991. El álbum fue publicado en vinilo en 1994 en una edición limitada de 3000 ejemplares.

## Lista de canciones
| N.º | Título                         | Duración |  |
| 1.  | «Intro»                        | 1:57     |  |
| 2.  | «In Heat»                      | 3:16     |  |
| 3.  | «I Never Knew»                 | 3:14     |  |
| 4.  | «Try It»                       | 2:40     |  |
| 5.  | «My Little Red Book»           | 2:43     |  |
| 6.  | «Be A Caveman»                 | 2:22     |  |
| 7.  | «Look For The Question MArk»   | 3:23     |  |
| 8.  | «It Came In The Mail»          | 2:53     |  |
| 9.  | «Romilar D»                    | 5:32     |  |
| 10. | «Rari»                         | 2:34     |  |
| 11. | «Shape Of Things To Come»      | 2:29     |  |
| 12. | «All The King's Horses»        | 3:52     |  |
| 13. | «Love At Psychedelic Velocity» | 3:22     |  |
| 14. | «Epitaph For A Head»           | 2:07     |  |
| 15. | «Have Love, Will Travel»       | 2:52     |  |
| 16. | «99th Floor»                   | 2:35     |  |
| 17. | «She's Wicked»                 | 7:24     |  |
| 18. | «Boss Hoss»                    | 2:34     |  |
| 19. | «Psychotic Reaction»           | 5:05     |  |
| 20. | «No Friend Of Mine»            |          |  |
| 21. | «You Burn Me Up And Down»      |          |  |
| 22. | «Strychnine»                   |          |  |